# Patos, Paraíba
Patos är en stad och kommun i nordöstra Brasilien och ligger i delstaten Paraíba. Stadens ligger vid Espinharasfloden, och befolkningen i kommunen uppgick år 2014 till cirka 105 000 invånare.

## Administrativ indelning
Kommunen var år 2010 indelad i två distrikt:
- Patos
- Santa Gertrudes